# Vaakinaoja
De Vaakinaoja is een beek, die stroomt in de Zweedse gemeente Pajala. De beek ontstaat uit het moeras Vaakinavuoma, stroomt zuidwaarts en moet op een gegeven moment om de heuvel Akavaara heen. Vandaar af aan luidt haar naam Akarivier. Samen zijn ze 22 kilometer lang.
Afwatering: Vaakinaoja → Akarivier → Lainiorivier → Torne → Botnische Golf